# Pseudaphya ferreri
Pseudaphya ferreri es una especie de peces de la familia de los Gobiidae en el orden de los Perciformes.

## Morfología
Los machos pueden llegar a alcanzar los 3,5 cm de longitud total.

## Hábitat
Es un pez de mar  y de clima subtropical.

## Distribución geográfica
Se encuentra en el Mar Mediterráneo: desde la cuenca occidental y el Mar Adriático hasta Israel y el norte de la Península del Sinaí (Egipto) .

## Observaciones
Es inofensivo para los humanos.